# Langweidmühle
Langweidmühle ist ein Gemeindeteil des Marktes Pleinfeld im Landkreis Weißenburg-Gunzenhausen (Mittelfranken, Bayern). Langweidmühle liegt in der Gemarkung Pleinfeld.
Die Einöde existiert an der heutigen Stelle erst seit der Stauung des Großen Brombachsees. Früher lag der Ort auf dem Gebiet der Gemeinde Ramsberg (1978 nach Pleinfeld eingemeindet) im früheren Landkreis Weißenburg in Bayern.

## Lage
Die Mühle lag bis zum Bau des Großen Brombachsees nördlich von Ramsberg am Brombach. In ihrer Nähe mündete der Igelsbach in den Brombach. Nachbarmühlen am Brombach waren in nordwestlicher Richtung die ebenfalls zur Gemeinde Ramsberg gehörende Öfeleinsmühle und in südöstlicher Richtung die früher zur Gemeinde Allmannsdorf (heute Pleinfeld) gehörende Mandlesmühle. Eine am Igelsbach benachbarte, auch seit dem Bau des Fränkischen Seenlandes abgegangene Mühle war die zur früheren Gemeinde Enderndorf gehörende Sägmühle. Der heutige Ort liegt zwischen Pleinfeld und Sankt Veit nahe der Banzermühle und dem Banzerbach in direkter Nähe zur Kreisstraße WUG 3.

## Geschichte
Der Mühlenname taucht als „Lanckweid Mulle“ erstmals 1536 im Hauptzinsbuch der Deutschordenskommende Ellingen auf. Als Deutschordensuntertan, der auf der Mühle sitzt, wird in diesem Salbuch ein Lenhartt Schwartzenloher genannt. Der Ortsname wird als „Mühle bei der langen Weide“ gedeutet; er leitet sich ab von dem Flurnamen „Langweide“, die sich von Ramsberg bis zur Langweidmühle erstreckte. 1607 ist mit Hans Wildt ein weiterer Müller der „Langwaidtmühl“ genannt. Während die Vogteiabgabe und die Gült der Kommende zu reichen waren, übte nach einem Beleg von 1612 die Fraisch das markgräflich-ansbachischen Amt Gunzenhausen aus und erhielt dafür Abgaben aus der Mühle. Das blieb so bis zum Ende des Heiligen Römischen Reichs – mit der Ausnahme, dass das Oberamt Gunzenhausen 1792 mit dem Markgrafentum Ansbach preußisch wurde.
Infolge des Reichsdeputationshauptschlusses und der Säkularisation des Deutschen Ordens durch Napoléon Bonaparte ging die Langweidmühle wie auch die Birkenmühle und die Öfeleinsmühle 1806 mit allen Rechten an das Königreich Bayern über. Nunmehr gehörte sie im Landgericht/Rentamt Gunzenhausen ab 1808 mit Ramsberg dem Steuerdistrikt Thannhausen, ab 1811 der Ruralgemeinde Ramsberg und ab 1818 der vergrößerten Landgemeinde Ramsberg an. Ab 1857 gehörte Ramsberg mit seinen Mühlen zum Landgericht Ellingen und zum Rentamt (und später zum Bezirksamt/Landkreis) Weißenburg.
Die Mühlräder der Säg- und Mahlmühle wurden in der ersten Hälfte des 20. Jahrhunderts zum Zweck der Stromerzeugung durch Francis-Turbinen ersetzt. Die letzte Müllerfamilie namens Egerer führte den Betrieb bis zum Aufkauf und Abriss durch den Bayerischen Staat in den 1970er/1980er Jahren im Zuge des Baus des Großen Brombachsees. Das Sägewerk wurde unter der Straßenbezeichnung „Langweidmühle 1“ von der Familie Egerer in einem Waldstück direkt westlich von Pleinfeld neu errichtet.

### Einwohnerzahlen
- 1818: 17 Einwohner[9]
- 1824: 20 Einwohner, 1 Anwesen[9]
- 1831: 17 Einwohner, 2 Häuser[10]
- 1856: 22 Einwohner, 4 Häuser, 3 Familien[11]
- 1950: 17 Einwohner, 2 Gebäude[9]
- 1961: 11 Einwohner, 2 Wohngebäude[12]